# Harry Blackstone
Harry Blackstone, nascido Harry Boughton (27 de setembro de 1885 — 16 de novembro de 1965) foi um famoso ilusionista do século XX. Seus pais eram judeus e ele cresceu em Chicago. Começou a carreira de mágico na juventude e ficou popular na época da Segunda Guerra Mundial como entertainer das tropas estado-undienses. Seu filho, Harry Blackstone Jr., foi um mágico famoso também.
Foi um dos mágicos que mais colaborou com a mágica cômica, tendo sido na opinião de alguns um dos maiores showmen na área. Houve uma ocasião em que Harry Blackstone realmente superou seus limites e, usando de todo seu talento, evitou o que poderia ter sido uma grande tragédia.
Em setembro de 1942, Blackstone estava se apresentando no Teatro Lincoln, no estado de Illinois, para uma platéia de cerca de 300 pessoa, a maioria crianças. No meio de sua performance percebeu que havia alguma coisa de errada com seus assistentes, que pareciam muito nervosos e preocupados. Um dos assistentes conseguiu passar-lhe, sem que a platéia percebesse, uma mensagem que dizia que alguns dos estabelecimentos vizinhos do teatro estavam pegando fogo. Logo em seguida um bombeiro acenou a ele que parasse o show imediatamente, pois havia risco do teatro pegar fogo também.
Como a platéia ainda não sabia de nada, Blackstone anuncio que seu próximo número seria tão incrível e grandioso que teria que ser feito fora do teatro, ao ar livre. Ordenou que todos saíssem em fila calmamente pela porta, e se organizassem do lado de fora. Àquela altura todos estavam tão enfeitiçados com os feitos do mágico que não hesitaram em obedecer, sem desconfiar de nada. Confiando que seus assistentes conseguiriam salvar seu equipamento, Blackstone caminhou para fora do teatro junto com os demais.
Instantes depois que todos se retiraram, o fogo tomou conta do teatro, e os bombeiros, sabendo que todos haviam se retirado, puderam entrar em ação. Quando o público percebeu o que Harry Blackstone havia acabado de fazer, evitado o pânico geral que poderia ter virado uma grande tragédia com mortes, foi longamente aplaudido.
Morreu com 80 anos.